# 175
| [ Edytuj tabelę ] |                                       |
| Cesarz Chin       | - 168 Han Lingdi 189                  |
| Władca Korei      | - 165 Sindae 179                      |
| Papież            | - 166 Soter 175 - 175 Eleuteriusz 189 |
| Król Partów       | - 147 Wologazes IV 191                |
| Cesarz Rzymu      | - 161 Marek Aureliusz 180             |

Rok 175 / CLXXV
stulecia: I wiek ~
II wiek ~
III wiek

lata: 165 «
170 «
171 «
172 «
173 «
174 «
175
» 176
» 177
» 178
» 179
» 180
» 185

## Wydarzenia
- Azja
  - bunt Awidiusza Kasjusza na Wschodzie
- Europa
  - Kommodus został członkiem kolegiów kapłańskich.
  - Kommodus przywdział togę męską.
  - kapitulacja Jazygów i Kwadów: początek podboju Markomanii i Sarmacji
  - najazd dackich Kostoboków na prowincje bałkańskie
  - ukończenie budowy kolumny Marka Aureliusza

## Urodzili się
- Ammonios Sakkas, filozof egipski (zm. 242)
- Sun Ce, chiński generał, watażka (zm. 200)
- Yang Xiu, chiński urzędnik, doradca (zm. 219)
- Zhou Yu, chiński generał, strateg (zm. 210)

## Zmarli
- 14 stycznia – Poncjan ze Spoleto, chrześcijański męczennik (ur. ok. 156)
- Awidiusz Kasjusz, generał rzymski, uzurpator (ur. 130)
- Konkordiusz ze Spoleto, chrześcijański męczennik (przybliżona data)
- Annia Galeria Faustyna (Faustyna Młodsza), cesarzowa rzymska, żona Marka Aureliusza. (ur. ok. 130)
- Wettiusz Walens, grecki astrolog, pisarz (ur. 120)